# NGC 6728
NGC 6728 é um asterismo na direção da constelação de Scutum. O objeto foi descoberto pelo astrônomo William Herschel em 1784, usando um telescópio refletor com abertura de 18,6 polegadas. 